# Avigdor Nebenzahl
Pour les articles homonymes, voir Nebenzahl.
Avigdor Nebenzahl (né en avril 1935 à Jérusalem, en Israël) est un rabbin orthodoxe israélien, posek et Rosh Yeshiva, ancien grand-rabbin de la vieille ville de Jérusalem.

## Biographie
Avigdor Nebenzahl, est né en 1935 à Jérusalem, en Palestine mandataire. Il est le fils de Yitzhak Nebenzahl, né le 24 octobre 1907 à Francfort-sur-le-Main, en Allemagne et mort le 19 décembre 1992 à Jérusalem, en Israël. Sa mère est Hildegard (Hilde) Schönchen (Hollander), née le 3 août 1910 à Altona (Hambourg), en Allemagne et morte à Jérusalem, en Israël.
Son père, Yitzhak Nebenzahl, est le contrôleur d'État de l'État d'Israël de 1948 à 1981, le médiateur (ombudsman) de l'État d'Israël de 1961 à 1981, un des directeurs de la Banque d'Israël et de la Banque postale.
Il fait partie d'une fratrie de 4 enfants, dont Plia Sara Albeck, née le 28 octobre 1937 à Jérusalem, en Israël et morte le 27 décembre 2005 et Yeshaya Nebenzahl, né le 8 octobre 1940 à Jérusalem, en Israël et mort le 24 octobre 2016.
Il épouse Shifra Finkel, née en 1937 à Tel-Aviv en Palestine mandataire et morte le 12 février 2016 à Jérusalem en Israël,. Elle fait partie de la communauté de la Yechiva de Mir. Son grand-père paternel est le rabbin Eliézer Yehouda Finkel (Pologne et Jérusalem), le Rosh Yeshiva de la Yechiva de Mir. Son père est le rabbin Chaim Zev Finkel, Mashgia'h Rou'hani (guide spirituel) de la Yechiva de Mir, son frère, le rabbin Aryeh Finkel (né le 28 juillet 1931 à Jérusalem, en Palestine mandataire et mort le 9 août 2016 à Modiin Illit), était le Rosh Yeshiva de la branche Brachfeld de la Yechiva de Mir, à Modiin Illit  jusqu'à sa mort le 10 août 2016 et son beau-frère, le rabbin Aaron Chodosh est le Mashgia'h Rou'hani (guide spirituel) de la Yechiva de Mir.
Ils ont 7 enfants.
Âgé de 83 ans, il se remarie en septembre 2018 avec Leah (Lily) Glender, qui habite au Royaume-Uni.